# Hans Feodor von Milde

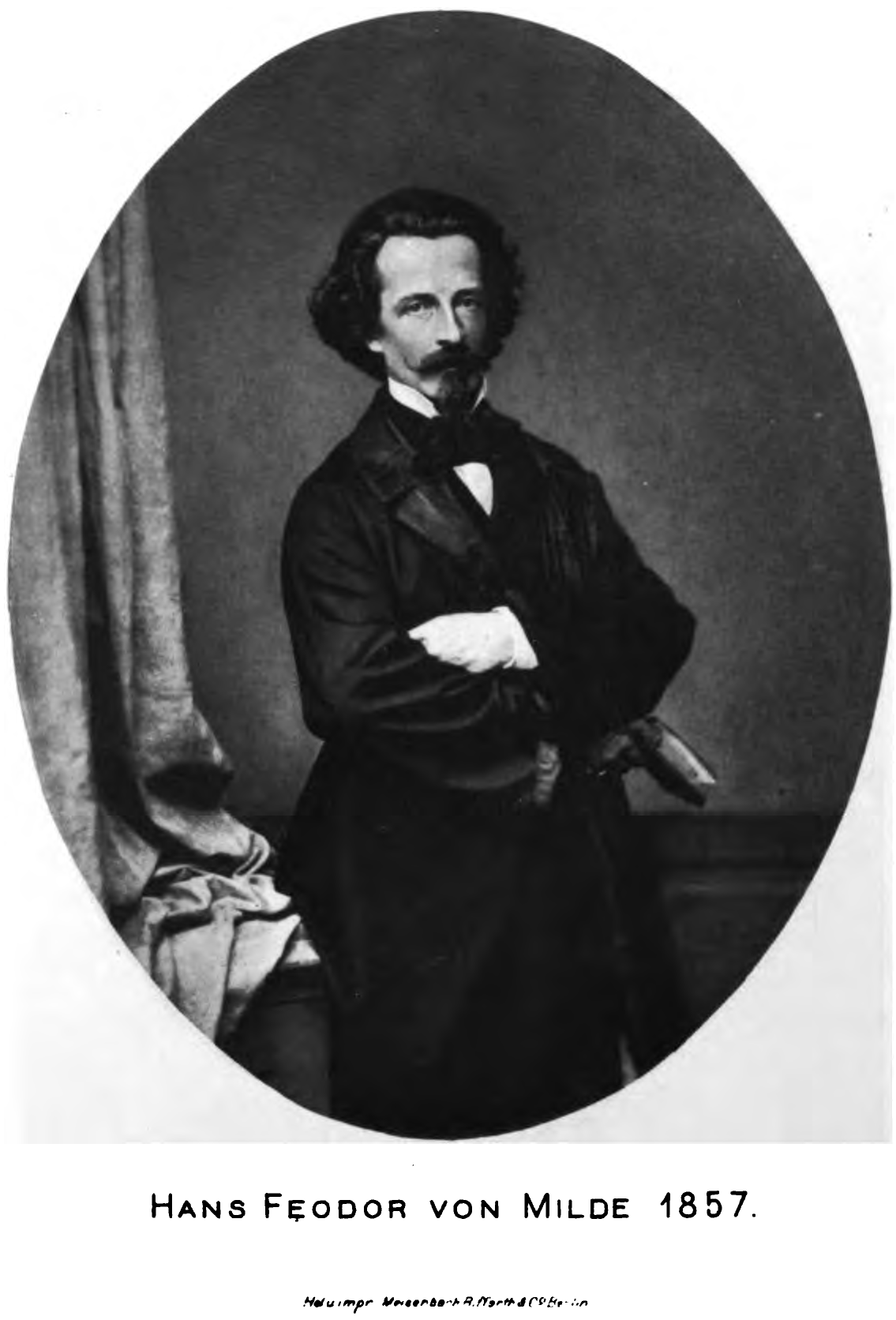
Hans Feodor von Milde (1857)

Hans Feodor von Milde, eigentlich Johann Hans Theodor (* 13. April 1821 in Petronell, Kaisertum Österreich; † 10. Dezember 1899 in Weimar) war ein österreichischer Opernsänger (Bariton) und Ehemann der Sängerin Rosa Agthe.

## Leben
Hans Feodor von Milde wurde am 13. April 1821 in Petronell bei Wien geboren. Sein Vater war Verwalter der Besitzungen des Fürsten Batthyány. Im Stift Heiligenkreuz trat er mit elf Jahren als Oratoriensänger bei Konzerten in der Klosterkirche auf. Auf Wunsch seines Vaters sollte er in Wien Rechtswissenschaften studieren. Er brach aber das Studium ab und ließ sich durch Franz Hauser und Manuel Patricio Rodríguez García zum Sänger ausbilden.
Seinen ersten Auftritt hatte er im Herbst 1846 als Zar in der Oper Zar und Zimmermann von Albert Lortzing. Durch Franz Liszt erhielt er ein Probegastspiel in Weimar. Dort trat er zum ersten Mal am 23. Mai 1848 als Lord Ashton in der Oper Lucia di Lammermoor von Gaetano Donizetti auf. Mit seiner späteren Ehefrau Rosa Agthe sang er in Richard Wagners Oper Tannhäuser und der Sängerkrieg auf Wartburg. Dort spielte er den Wolfram und Rosa Agthe die Elisabeth. Bei der Welturaufführung von Wagners Oper Lohengrin sang er den Telramund und sie die Elsa. Beide heirateten im Jahr 1851.
Gemeinsam trat das Ehepaar Milde in Weimar in vielen Opern auf. In Benvenuto Cellini von Hector Berlioz sang Hans Feodor den Fieramosca und Rosa von Milde die Teresa. Es folgten gemeinsame Auftritte in Heinrich Dorns Die Nibelungen, Franz Schuberts Alfonso und Estrella und den Opern Der Barbier von Bagdad und Der Cid von Peter Cornelius. Seine Abschiedsvorstellung in Weimar gab Hans Feodor von Milde am 15. Juni 1884 in Donizettis Oper Lucrezia Borgia. Danach gab er, wie auch seine Ehefrau Rosa, Gesangsunterricht.
Hans Feodor von Milde starb am 10. Dezember 1899 in Weimar. Das Ehepaar Milde hatte zwei leibliche Kinder, Franz von Milde (1855–1929) und Rudolf von Milde (1859–1927), die ebenfalls Sänger wurden. Weiterhin hatten sie eine Adoptivtochter Natalie von Milde (1850–1906), die eine Schriftstellerin und Frauenrechtlerin war.

## Schüler (Auswahl)
- Karl Bucha, Erich Hunold, Louisabeth Röckel